# رئیس امارات متحده عربی
رئیس امارات متحده عربی رئیس کشور امارات متحده عربی است. رسماً، او هر پنج سال یک بار از سوی شورای عالی اتحاد برگزیده می‌شود، ولی از آنجا که معمولاً حاکم ابوظبی (امارت) ریاست امارات را بر عهده دارد، این منصب به‌طور دفاکتو وراثتی است.
خلیفه بن زاید آل نهیان پس از مرگ پدرش، زاید بن سلطان آل نهیان در سال ۲۰۰۴ به این سمت رسید.
وی در تاریخ ۱۳ می ۲۰۲۲ به دلیل ایست قلبی درگذشت و برادرش محمد بن زاید آل نهیان در روز ۱۴ می همان سال به جای وی به حکومت رسید.

## روسای امارات متحده عربی (۱۹۷۱–تاکنون)
| № | نام                                    | تصویر | تولد-مرگ  | رسیدن به قدرت | ترک قدرت                         |
| - | -------------------------------------- | ----- | --------- | ------------- | -------------------------------- |
| ۱ | زاید بن سلطان آل نهیان (ابوظبی)        |       | ۱۹۱۸–۲۰۰۴ | ۲ دسامبر ۱۹۷۱ | ۲ نوامبر ۲۰۰۴ (مرگ در زمان خدمت) |
| — | مکتوم بن راشد آل مکتوم (دبی) کفیل رئیس |       | ۱۹۴۳–۲۰۰۶ | ۲ نوامبر ۲۰۰۴ | ۳ نوامبر ۲۰۰۴                    |
| ۲ | خلیفه بن زاید آل نهیان (ابوظبی)        |       | ۱۹۴۸–۲۰۲۲ | ۳ نوامبر ۲۰۰۴ | ۱۳ مه ۲۰۲۲ (مرگ در زمان خدمت)    |
| — | محمد بن راشد آل مکتوم (دبی) موقت       |       | ۱۹۴۹–     | ۱۳ مه ۲۰۲۲    | ۱۴ مه ۲۰۲۲                       |
| ۳ | محمد بن زاید آل نهیان (ابوظبی)         |       | ۱۹۶۱–     | ۱۴ مه ۲۰۲۲    | -                                |

## نشان

نشان رییس،  ۱۹۷۳ تا ۲۰۰۸.
نشان رییس،  ۲۰۰۸ تاکنون.